# Єлизар'єв Віталій Миколайович
Віталій Миколайович Єлизар'єв (19 жовтня 1947, місто Черемхово Іркутської області, тепер Російська Федерація) — радянський діяч, 1-й секретар Южно-Сахалінського міського комітету КПРС Сахалінської області. Член Центральної контрольної комісії КПРС у 1990—1991 роках.

## Життєпис
З 1965 року — верстатник меблевої фабрики, машиніст баштових кранів у місті Южно-Сахалінськ.
У 1972 році закінчив Далекосхідний політехнічний інститут.
Член КПРС з 1972 року.
У 1972—1974 роках — майстер будівельної дільниці тресту «Сахалінбудмеханізація».
У 1974—1975 роках — інструктор Южно-Сахалінського міського комітету КПРС Сахалінської області. У 1975—1981 роках — інструктор Сахалінського обласного комітету КПРС.
У 1981 році закінчив Хабаровську Вищу партійну школу.
У 1981—1983 роках — 1-й заступник голови виконавчого комітету Южно-Сахалінської міської ради депутатів трудящих.
У 1983—1989 роках — 1-й секретар Октябрського районного комітету КПРС міста Южно-Сахалінськ.
У 1989 році — заступник начальника головного планово-економічного управління виконавчого комітету Сахалінської обласної ради депутатів трудящих.
У 1989—1991 роках — 1-й секретар Южно-Сахалінського міського комітету КПРС Сахалінської області.
Одночасно в грудні 1990 — серпні 1991 року — секретар Сахалінського обласного комітету КПРС.
Подальша доля невідома.